# Amtsgericht Erlangen

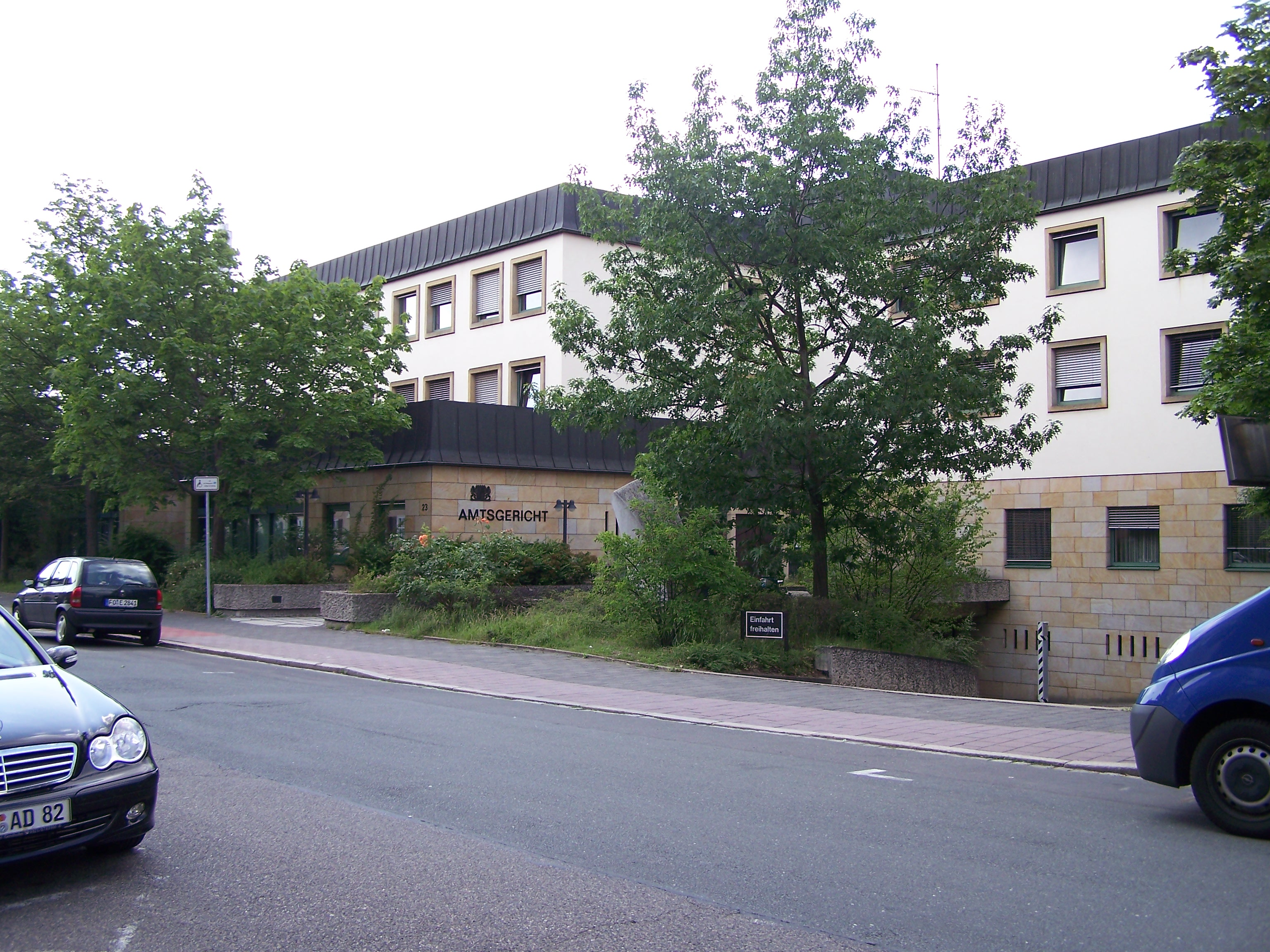
Neubau des Amtsgerichts 2007

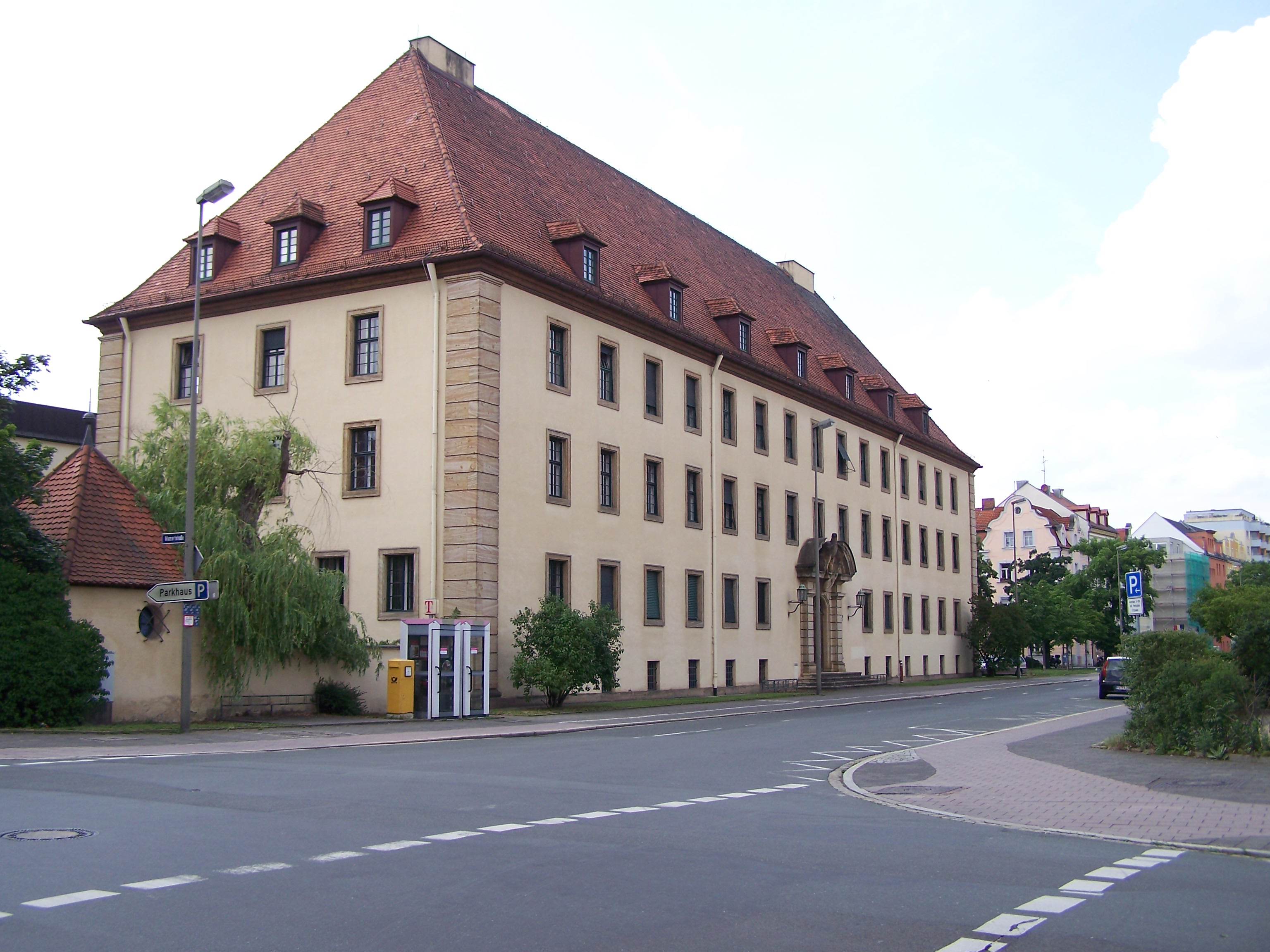
Altbau des Amtsgerichts 2007

Das Amtsgericht Erlangen ist zuständiges Amtsgericht im Gerichtsbezirk Erlangen, der die kreisfreie Stadt Erlangen und den Landkreis Erlangen-Höchstadt umfasst.
Es ist eines von sieben Amtsgerichten im Landgerichtsbezirk Nürnberg-Fürth und eines von 17 Amtsgerichten im Oberlandesgerichtsbezirk Nürnberg.

## Allgemeines
Das Amtsgericht Erlangen ist ein Gericht der ordentlichen Gerichtsbarkeit.
Das Amtsgericht als solches ist in mehrere Abteilungen für Zivilsachen, Strafsachen, Familiensachen, Vormundschaftssachen, Betreuungssachen, Nachlasssachen sowie Grundbuchsachen unterteilt (siehe auch Hauptartikel Amtsgericht).
Außerdem ist im Amtsgerichtsgebäude eine Zweigstelle der Staatsanwaltschaft beim Landgericht Nürnberg-Fürth untergebracht.

## Gerichtsvollzieher
Die Gerichtsvollzieher werden beim Amtsgericht Erlangen nach dem Wohnort des Schuldners zugewiesen. Im Stadtgebiet Erlangen sind die Bezirke der Gerichtsvollzieher nach Straßennamen, in den anderen Fällen nach den einzelnen Orten aufgeteilt.

## Beschäftigte
Beim Amtsgericht Erlangen sind derzeit 19 Richter, 25 Rechtspfleger, 21 Verwaltungsbeamte der 2. Qualifikationsebene, 33 Tarifbeschäftigte, acht Gerichtsvollzieher und elf Wachtmeister beschäftigt. (Stand: 1. November 2015)

## Projekte
Ein immer noch sichtbares Projekt des Amtsgerichts war „Jugend und Justiz“, bei dem im Jahr 2003 unter der Leitung von Gisela Summerer die Wände des Amtsgerichts durch Kunstwerke von Schülerinnen und Schülern von Gymnasien aus dem Gerichtsbezirk dekoriert wurden.
Seit Fertigstellung des Überganges zwischen Neu- und Altbau Ende 2012 finden dort jährlich wechselnde Ausstellungen statt. Bislang wurden hier zum Beispiel Werke von Malern oder Fotografen aus der Region gezeigt, aber auch Bilder von Menschen mit Demenz.

## Historie und Gebäude

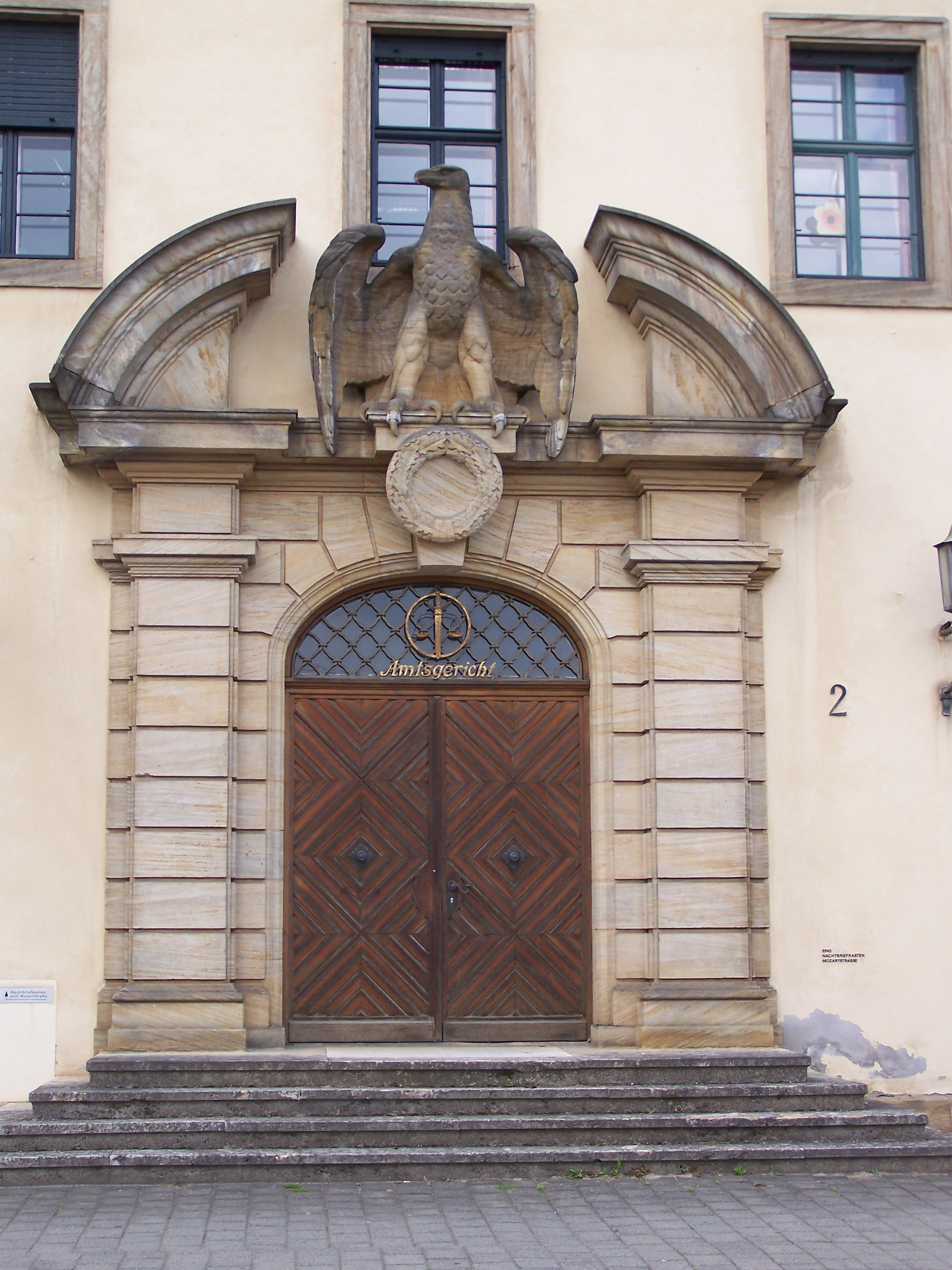
Ehemaliger Haupteingang am Altbau mit Reichsadler 2007 (das Hakenkreuz wurde 1945 entfernt)

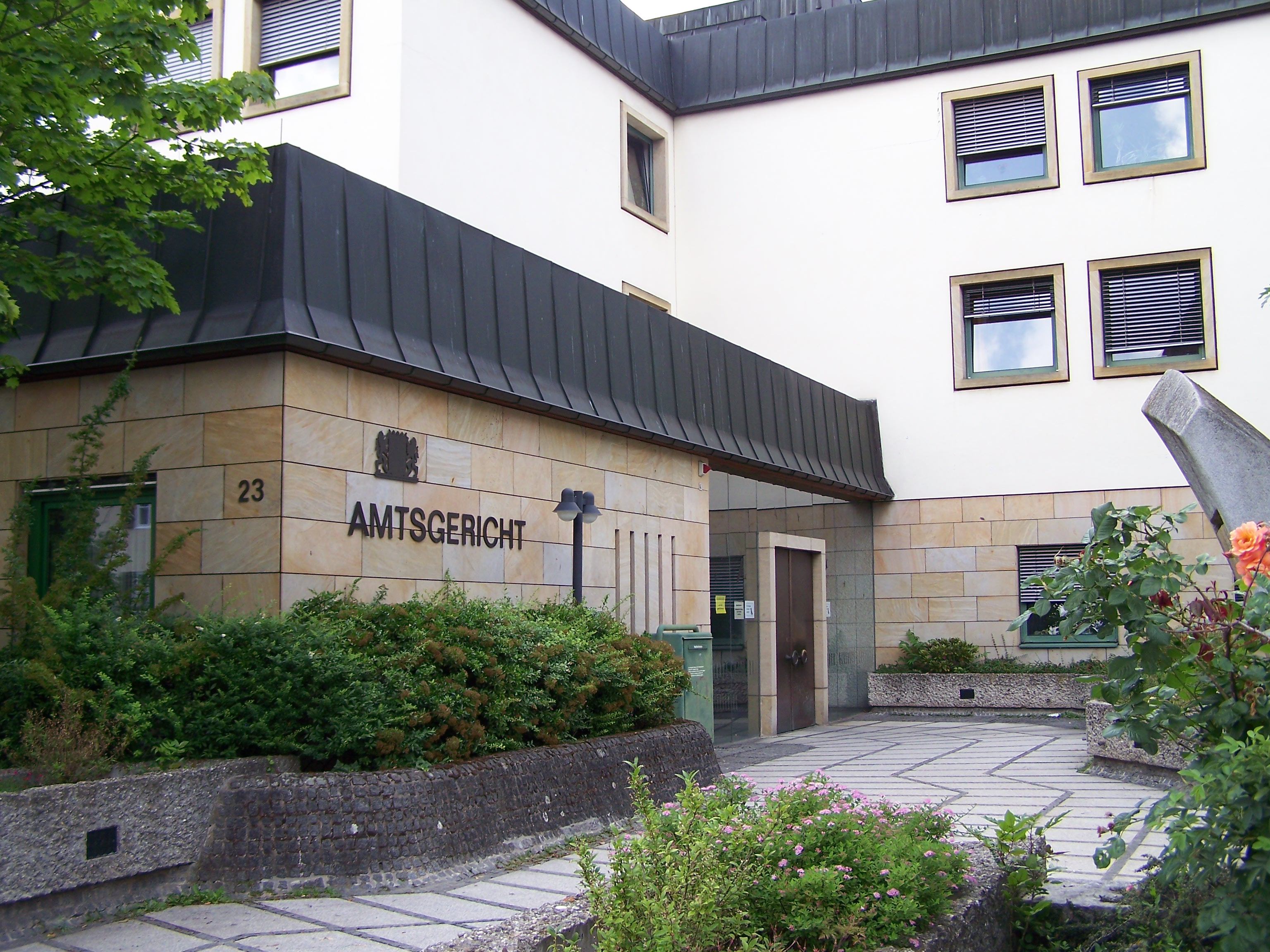
Heutiger Haupteingang am Neubau 2007

Das Amtsgericht Erlangen entstand im Jahr 1879 aus dem seit 1862 bestehenden Stadt- und Landgericht Erlangen und wurde dem Landgerichtsbezirk Fürth zugeordnet. Zu Beginn war das Amtsgericht nur für den Bereich der Stadt Erlangen und des Bezirksamts Erlangen zuständig. Dies änderte sich jedoch durch die Auflösung des Amtsgerichts Gräfenberg im Jahre 1927, durch welche der größte Teil dessen Bezirks einschließlich der Stadt Gräfenberg hinzukam. Das Amtsgericht war damals in der früheren Ritterakademie in der Hauptstraße der Stadt Erlangen untergebracht.
Am 1. April 1932 wechselte das Amtsgericht Erlangen infolge der Auflösung des Landgerichts Fürth in den Landgerichtsbezirk Nürnberg-Fürth.
In der Zeit des Nationalsozialismus wurde 1938 mit dem Bau des Gerichtsgebäudes innerhalb des Quadrates der Siebold-, Schuh-, Mozart- und Hofmannstraße begonnen. Durch den Zweiten Weltkrieg verzögerten sich die Bauarbeiten so stark, dass das Gebäude erst am 1. Juli 1941 vollständig bezogen werden konnte.
Nach Ende des Krieges war das Amtsgerichtsgebäude zunächst von US-amerikanischen Dienststellen besetzt. Zu dieser Zeit wurde keine Rechtspflege betrieben. Nach der Wiedereröffnung am 10. September 1945 waren nur zwei Richter und einige Gerichtsassessoren tätig.
Im Jahre 1959 wurde die Zweigstelle Herzogenaurach geschlossen. Durch den Anstieg der Einwohnerzahl des Bezirkes auf 151.670 wurde das Amtsgericht im Jahre 1965 zu einem der größeren Gerichte. Am 1. Juli 1973 wurde die Zweigstelle des Amtsgerichtes Forchheim in Höchstadt an der Aisch aufgelöst und dessen Verfahren dem Amtsgericht Erlangen zugewiesen. Durch die Gebietsrechtsreform entstand der heutige Amtsgerichtsbezirk und die Zahl der Einwohner erhöhte sich auf 185.000.
Mit der Errichtung des Erweiterungsbaus wurde am 29. Mai 1978 begonnen, der 1980 bezogen werden konnte. Ab 21. April 1981 wurde der Altbau saniert. Diese Arbeiten wurden am 5. November 1982 abgeschlossen. Das Amtsgericht verfügt seither über einen Alt- und einen Neubau. Im Altbau befindet sich der Sitzungssaal 6. Im Neubau befinden sich fünf Sitzungssäle. Die Sitzungssäle 4 und 5 sind die größeren Sitzungssäle, die auch für Verhandlungen des Schöffengerichts genutzt werden. Der Zugang ist nur durch den Haupteingang in der Mozartstraße 23 möglich. Von Juli 2020 bis April 2022 wurde der Neubau renoviert; währenddessen waren die Abteilungen für Adoptionen, Familienverfahren, Straf- und Bußgeldverfahren, Vormundschaftsverfahren und Nachlassverfahren in die Schubertstraße 14 ausgelagert (in diesem Gebäude befand sich bis 2018 das Gesundheitsamt, seit 2024 dient es dem Finanzamt als zusätzliches Gebäude).
Seit dem 1. Juni 2007 ist das Grundbuchamt in den Räumen der früheren Landeszentralbank in der Schuhstraße 14 untergebracht.

## Übergeordnete Instanzen
Das dem Amtsgericht Erlangen übergeordnete Landgericht ist das Landgericht Nürnberg-Fürth. Diesem ist das Oberlandesgericht Nürnberg übergeordnet.